# Chandler (przystanek kolejowy)
Chandler – przystanek kolejowy i bocznica, w stanie Australia Południowa, w Australii. W Chandler, zatrzymują się pociągi transkontynentalnej linii kolejowej The Ghan, łączącej Adelaide z Darwin.
| Chandler |  |                        |
| Linia    |  |                        |
| Kulgera  |  | Marla odległość: 56 km |